# Novitates Entomologicae
Novitates Entomologicae était une publication entomologique française. Elle a été créée par Le Moult en 1931.

## Réalisation
La taille de la revue était très grande : 25 x 33 cm, rappelant un peu les publications d'Émile Deyrolle.

## Auteurs
Ce sont principalement Le Moult lui-même sur les Lépidoptères et les Coléoptères,  (A.) Thierry sur les Buprestidae, P. Basilewsky sur les - Carabidae et Breuning sur les Cerambycidae

## Principaux travaux
Les travaux les plus connus sont ceux de Le Moult sur le genre Prepona avec quatre planches en couleurs et ceux de Breuning : Études sur les Lamiaires.
Les Études sur les Lamiaires furent publiées en deux parties. La première comporte 568 pages et la seconde 615 pages. La grand intérêt de ce travail réside dans les nombreuses figures accompagnant le texte : 582 et 367 figures. Cette abondante illustration été rarement le cas dans les autres travaux de Breuning.

## Abonnements
Il n'y a pas la moindre idée du nombre d'abonnés. Aucun document n'a été trouvé en 1982, quand le reste des stocks ont été vendus à Sciences Nat.